# Вадсьо
Вадсе (норв. Vadsø ⓘ, фін. Vesisaari, півн.-саам. Čáhcesuolu) — місто і комуна в Норвегії, центр фюльке Фіннмарк. Населення — 6 223 особи. Місто розташоване на південному березі півострова Варангер. У Вадсе є аеропорт державного значення і морський порт.
У місті працює філія державного теле- і радіоканалу NRK, а також є власна радіостанція Varangerradio. Щодня в місті видається газета Finnmarkena і виходить тижневик Varangeren.
Вадсе був створений як муніципалітет 1 січня 1838 (див. formannskapsdistrikt). Закон вимагає, щоб усі міста були відокремлені від своїх сільських районів, але через малу кількість населення і виборців, це було неможливо здійснити в муніципалітеті Вадсе в 1838 році. (Див. також Гаммерфест і Варде).
Сільські райони Вадсе були відокремлені від міста в три етапи: Нессебю (1846 р.), Сер-Варангер (в 1858 році), і Нур-Варангер (в 1894). Останній, однак, зливається з містом 1 січня 1964 року.

## Загальна інформація

### Назва
Давньоскандинавська форма імені Vatnsøy. Першим елементом є родовий відмінок з vatn, що означає «вода», а останній елемент øy, що означає «острів». Таким чином, назва перекладається як «острів з питною водою».

### Герб
Герб походить від сучасності. Його отримали 20 лютого 1976 року. На ньому показано вожака оленів в сріблі на червоному тлі. Олень є основною домашньою твариною в місті, а, отже, має велике економічне значення.

## Історія

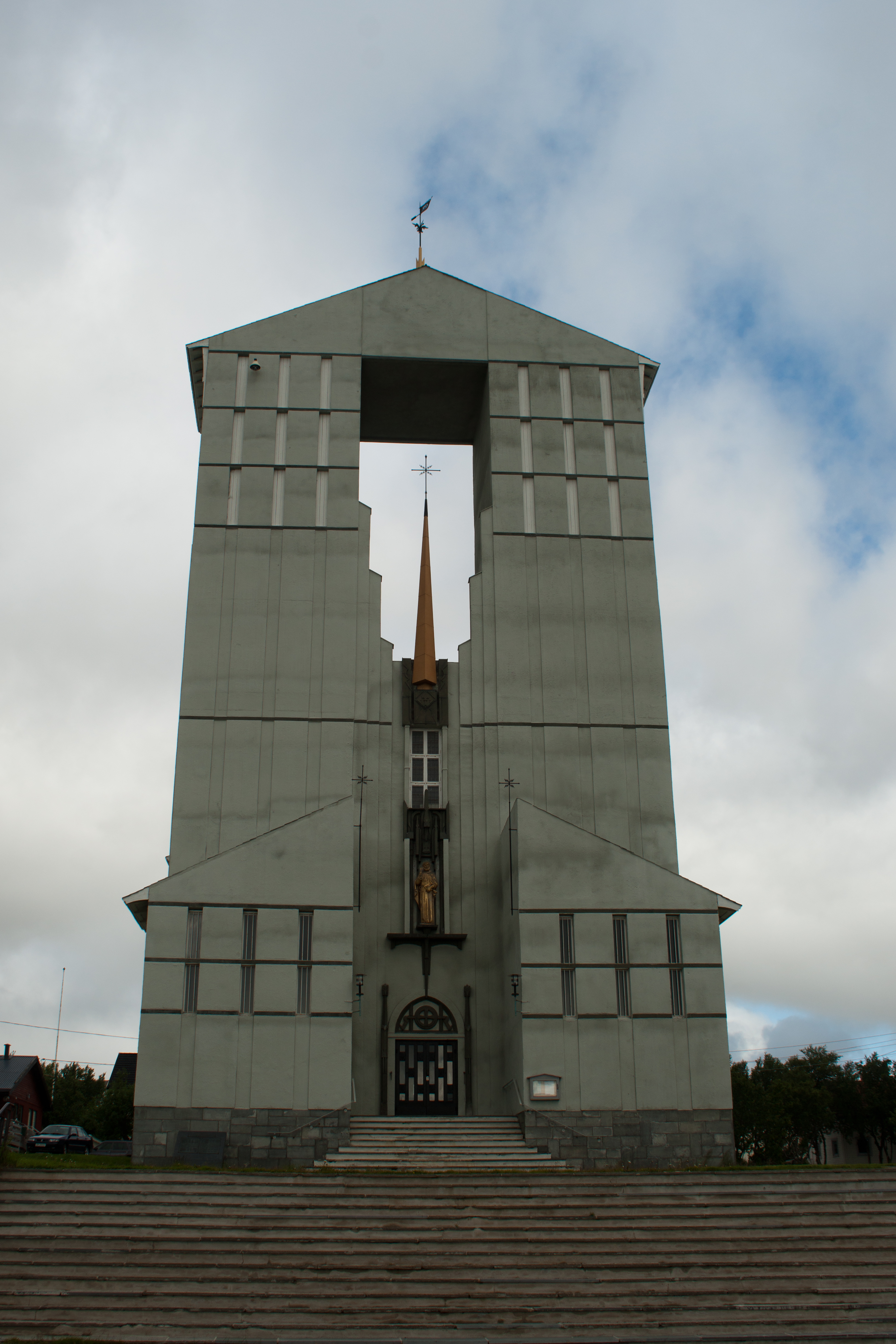
Церква у Вадсе

В 1500 році поселення на місці існуючого міста складалося з рибальського села і церкви, розташованих на прилеглому острові. Пізніше поселення перемістилося на материк.
Статус міста поселенню було надано в 1833 році, куди незабаром прибули поселенці з Фінляндії і північної Швеції, які страждали від голоду. Фінська мова швидко стає мовою більшості, що зберігається десятиліттями. Нині фінську мову все-ще використовують у деяких сім'ях.
Під час Другої світової війни Вадсе постраждав від повітряних нальотів авіації Радянського Союзу, яка бомбардувала позиції фашистських військ, що окупували місто. Проте, на відміну від більшості місць у Фіннмарку, у центрі міста збереглися дерев'яні будинки XIX століття.

## Географія
Муніципалітет Вадсе розташований на південному узбережжі півострова Варангер, значною мірою покритий березовими лісами (на відміну від північної частини).

### Клімат
Місто розташоване в зоні, яку характеризує континентальний субарктичний клімат. Найтепліший місяць — липень із середньою температурою 11.4 °C (52.5 °F). Найхолодніший місяць — січень, із середньою температурою -8 °С (17.6 °F).
| Клімат Вадсе            | Клімат Вадсе | Клімат Вадсе | Клімат Вадсе | Клімат Вадсе | Клімат Вадсе | Клімат Вадсе | Клімат Вадсе | Клімат Вадсе | Клімат Вадсе | Клімат Вадсе | Клімат Вадсе | Клімат Вадсе | Клімат Вадсе |
| Показник                | Січ.         | Лют.         | Бер.         | Квіт.        | Трав.        | Черв.        | Лип.         | Серп.        | Вер.         | Жовт.        | Лист.        | Груд.        | Рік          |
| Абсолютний максимум, °C | 10           | 10           | 5            | 12           | 17           | 26           | 27           | 27           | 17           | 23           | 5            | 8            | 27           |
| Середній максимум, °C   | −5           | −4           | −2           | 0            | 5            | 9            | 12           | 12           | 8            | 2            | −2           | −3           | 2            |
| Середня температура, °C | −8           | −8           | −5           | −1,5         | 3,3          | 7,9          | 11,4         | 10,3         | 6,6          | 1,5          | −3,5         | −6,5         | 0,7          |
| Середній мінімум, °C    | −8           | −8           | −6           | −3           | 1            | 6            | 8            | 8            | 4            | 0            | −5           | −7           | −1           |
| Абсолютний мінімум, °C  | −25          | −20          | −18          | −17          | −8           | 0            | 3            | 0            | −5           | −12          | 0            | 0            | −25          |
| Норма опадів, мм        | 37           | 30           | 30           | 30           | 26           | 40           | 50           | 53           | 46           | 45           | 39           | 34           | 460          |
| Днів з опадами          | 29           | 26           | 26           | 28           | 29           | 28           | 24           | 26           | 28           | 31           | 28           | 29           | 332          |
| Днів з дощем            | 3            | 3            | 4            | 9            | 18           | 27           | 24           | 26           | 27           | 20           | 6            | 4            | 171          |
| Днів зі снігом          | 28           | 25           | 26           | 23           | 15           | 3            | 0            | 0            | 2            | 17           | 25           | 28           | 192          |
| ----------------------- | ------------ | ------------ | ------------ | ------------ | ------------ | ------------ | ------------ | ------------ | ------------ | ------------ | ------------ | ------------ | ------------ |
| Джерело: Weatherbase    |              |              |              |              |              |              |              |              |              |              |              |              |              |

## Культура
Щорічно у Вадсе проходить джазовий фестиваль — Varangerfestivalen, на який з'їжджаються виконавці з усього світу. А з 2004 року в місті проходить і єдиний у світі фестиваль, присвячений крабам — Kongekrabbefestivalen Polar spectacle.
У місті є свій джазовий клуб, а також свої оркестри і народні хорові колективи.
Серед виконавців сучасної музики можна виділити групи Daap, Whateverland, Ursus Maritimus, Ed[og]Lys та багатьох інших.

## Міста-побратими
- — Гольстебро, Данія
- — Карккіла, Фінляндія
- — Кеміярві, Фінляндія
- — Мурманськ, Росія
- — Окселесунд, Швеція

## Галерея

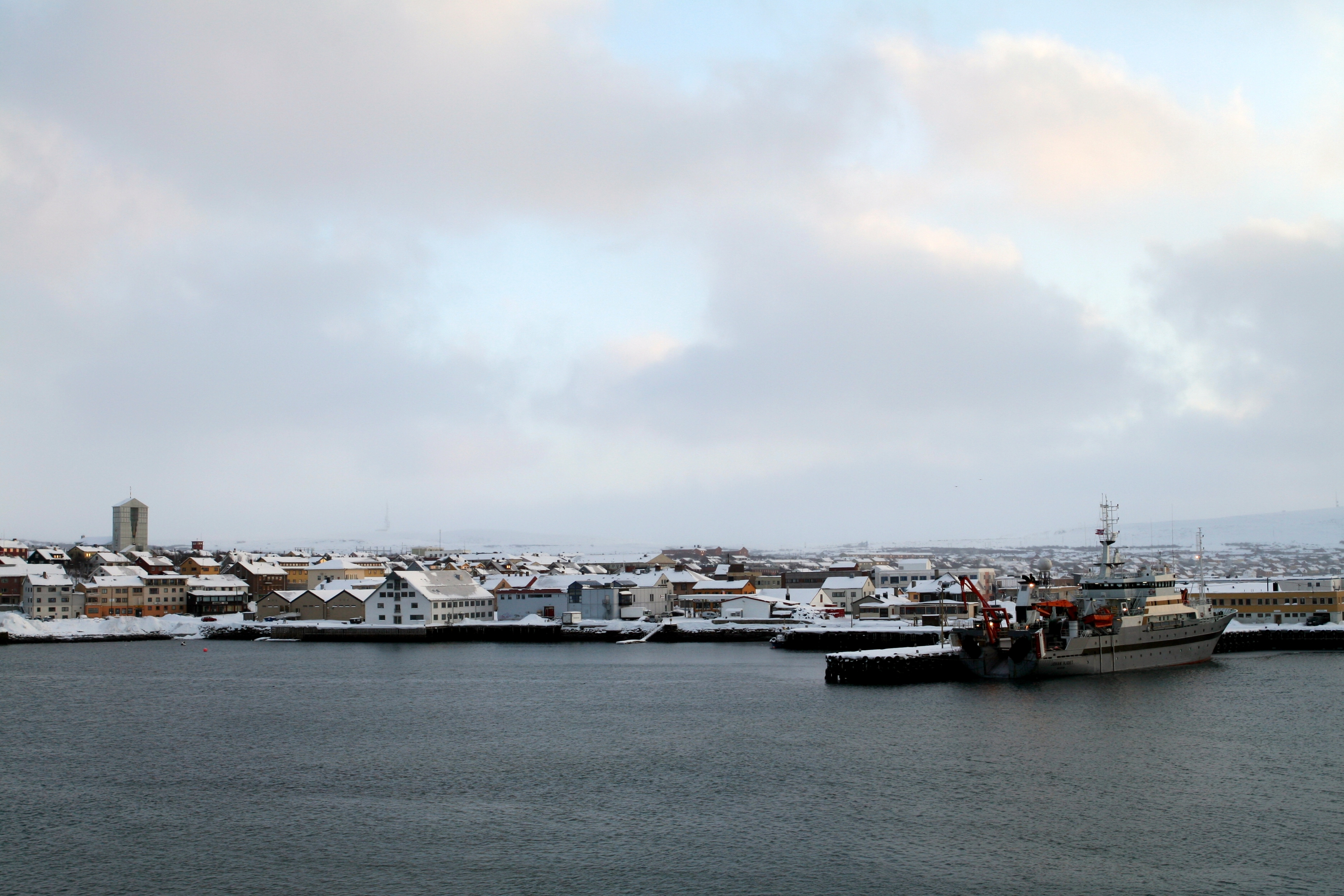
Місто із затоки
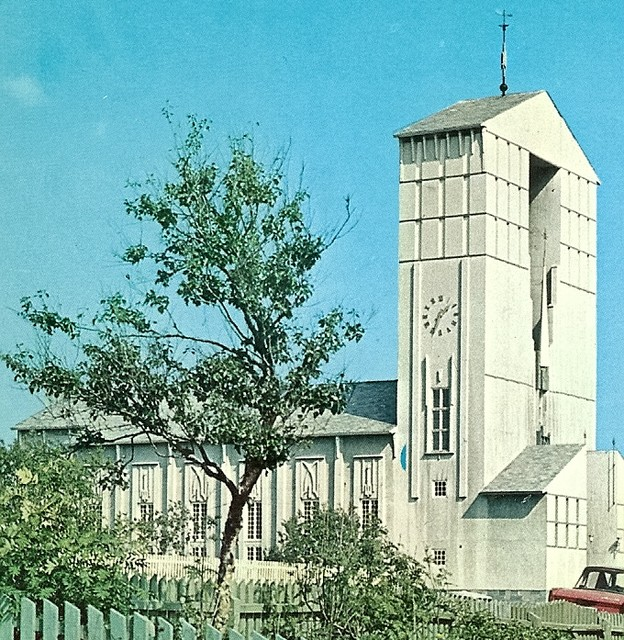
Церква
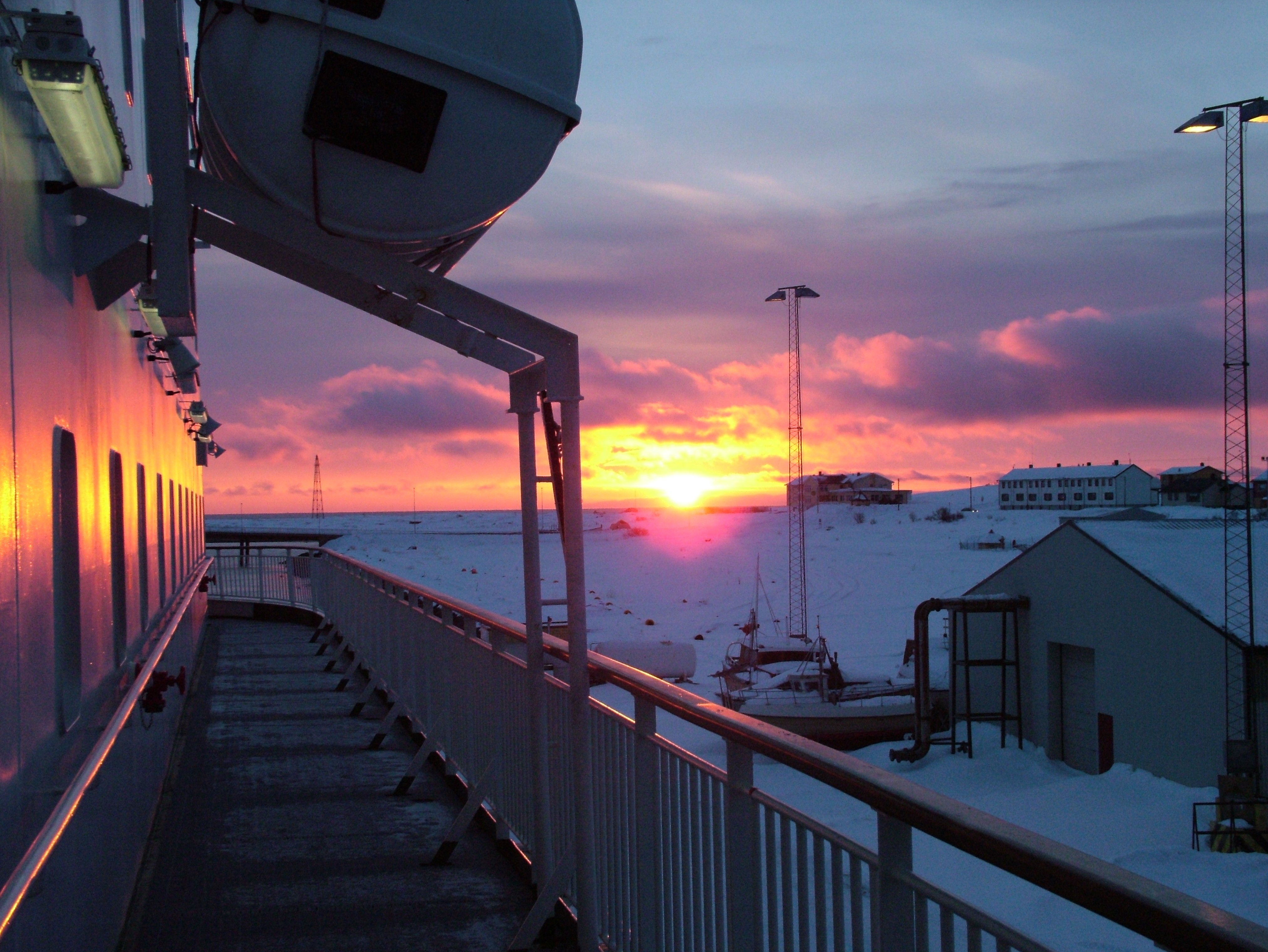
Місто взимку